# Catharina Roodzantová
Catharina (Toos) Roodzantová-Glimmerveenová (21. října 1896, Rotterdam – 24. února 1999, tamtéž) byla nizozemská šachistka.
Vyhrála třikrát nizozemské mistrovství žen v šachu (1935, 1936 a 1938). Na ženském superturnaji v Semmeringu roku 1936 skončila společně s Giselou Harumovou na třetím a čtvrtém místě za Sonjou Grafovou a Claricí Beniniovou.. Se Sonjou Grafovou sehrála v Rotterdamu dva zápasy a oba prohrála: roku 1937 0:3 (=1) a roku 1939 1:3.
Dvakrát se zúčastnila turnaje o titul mistryně světa v šachu (roku 1937 ve Stockholmu, kde skončila na desátém až šestnáctém místě, a 1939 v Buenos Aires, kde byla sedmá až osmá).
Zemřela v Rotterdamu ve věku 102 let.

## Výsledky na MS v šachu žen
| 1937 | 6. mistrovství světa v šachu žen | Stockholm    | 7/14     | 10.-16. |
| 1939 | 7. mistrovství světa v šachu žen | Buenos Aires | +8 –5 =6 | 7.-8.   |